# Susan Kilrainová
Susan Leigh Kilrainová, rozená Stillová (* 24. října 1961 v Augusta, stát Georgie, USA) je americká letkyně, důstojnice a kosmonautka. Ve vesmíru byla dvakrát.

## Život

### Studium a zaměstnání
Absolvoval střední školu Walnut Hill High School v městě Natick (1979) a pak pokračovala ve studiu na universitě Embry-Riddle University.
Po ukončení studia v roce 1982 pokračovala ve vysokoškolském studiu na Georgijském technickém institutu, které ukončila v roce 1985.
Jako pilotka působila v armádě v letech 1983 až 1994. V roce 1994 absolvovala výcvik a poté se stala členkou jednotky kosmonautů v NASA, Houstonu.
Vdala se za admirála Colina Jamese Kilraina.

### Lety do vesmíru
Na oběžnou dráhu se v raketoplánech dostala dvakrát jako pilotka a strávila ve vesmíru 19 dní, 15 hodin a 58 minut. Byla 355. člověkem ve vesmíru, 32. ženou.
- STS-83 Columbia (4. dubna 1997 – 8. dubna 1997)
- STS-94 Columbia (1. července 1997 – 17. července 1997)